# S型戰車
S型戰車（英語：S-Tank），全称103型坦克（瑞典語：Stridsvagn 103，简称Strv-103），是瑞典研製的主戰坦克（詹式年鑑同時將其分類為驅逐戰車），其特點是不採用傳統的炮塔設計，坦克砲由變速箱控制兩條履帶的速度進行轉向，射擊高低角度由車體的油壓懸吊系統負責。本車自1950年代開始研發，同時裝有柴油引擎及燃氣渦輪引擎，令Strv103成為第一款使用燃氣渦輪引擎的戰車，但只用於加速及高速行駛。無砲塔造就了這台低矮造型、高強度人員防護的防禦型戰車。本車1960年代開始進入瑞典陸軍直到90年代都還在服役，但是已經有部分於21世紀後被瑞典外購的豹2型坦克（瑞典修改版稱為Strv-122）取代。
S型戰車就好像是戰車科技的實驗品，其所使用的燃氣渦輪發動機、自動裝彈機和可調校車身高低的油壓懸掛系統後來都被其他戰車採用，但唯獨無炮塔的設計就只此一例。由於S型戰車完全根據瑞典的環境及需求設計，故只有瑞典採用，並無外銷記錄。

## 設計特點
S型戰車大膽採用無炮塔設計，目的是要把原本用於炮塔的裝甲集中於車身，皆因瑞典的地理條件，森林多、湖泊多、沼澤多、小路多；這些地形適合進行打了就跑的伏擊戰、遊擊戰，而不適合重型坦克的活動，特別適合用於守勢作戰。由於1950年代及1960年代的坦克都未具有行進間射擊的能力，當時的坦克需要射擊移動中的目標時仍要先停車，所以沒有砲塔造成的限制在當年並非明顯的缺點。
瑞典在同一時期也有操作有砲塔戰車，1950年代至1990年代中期的裝甲部隊主力由從英國購入的百夫長坦克，這款坦克主要用於反攻作戰，S型坦克則主力於防守。
其主炮是一門固定在車身的英國授權生產之L7型105公釐戰車炮，由於火砲的位於低矮的車身，所以這門L7可採用加長的62倍徑，而不是標準的52倍徑，有更高的炮口初速。火炮後方是自動裝彈機，由於S型戰車採用了固定主炮的簡單結構而首先實現採用自動裝彈機，僅需3名乘員，分別是在右方的車長和在左方的駕駛兼炮手，駕駛/炮手後方背對背坐的是無線電員兼後方駕駛，背向的駕駛員可在倒車時提供較高的速度及操縱性，適合開火後快速撤離，如果自動裝彈機故障的話也會由後方駕駛代為裝填。S型戰車沒有砲塔，所以主炮轉向由履帶驅動，而俯仰由油壓承載系統負責。副武器為車體左前方的箱型機槍座，內裝兩挺機槍由駕駛控制，車頂的防空機槍可由車長在車內控制，不必暴露車外。Strv-103C型車頂還有兩管Lyran 71mm照明彈發射器。
S型戰車有兩台發動機，分別是高速及越野時使用的燃氣渦輪發動機和長途行走及操作主砲瞄準用的柴油發動機，這是由於瑞典地處寒帶，柴油發動機省油但出力較小而燃氣渦輪發動機行走時耗油量大的原故，而在其最新型號的車身兩側也加掛油箱，不單增加了燃料量還可作為額外裝甲。

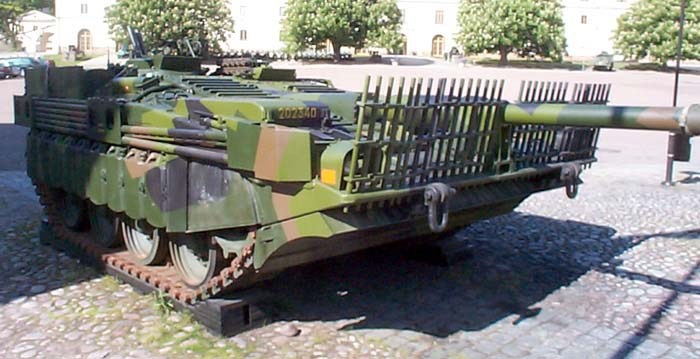
車前的柵欄裝甲，能防禦RPG火箭也能加掛偽裝物
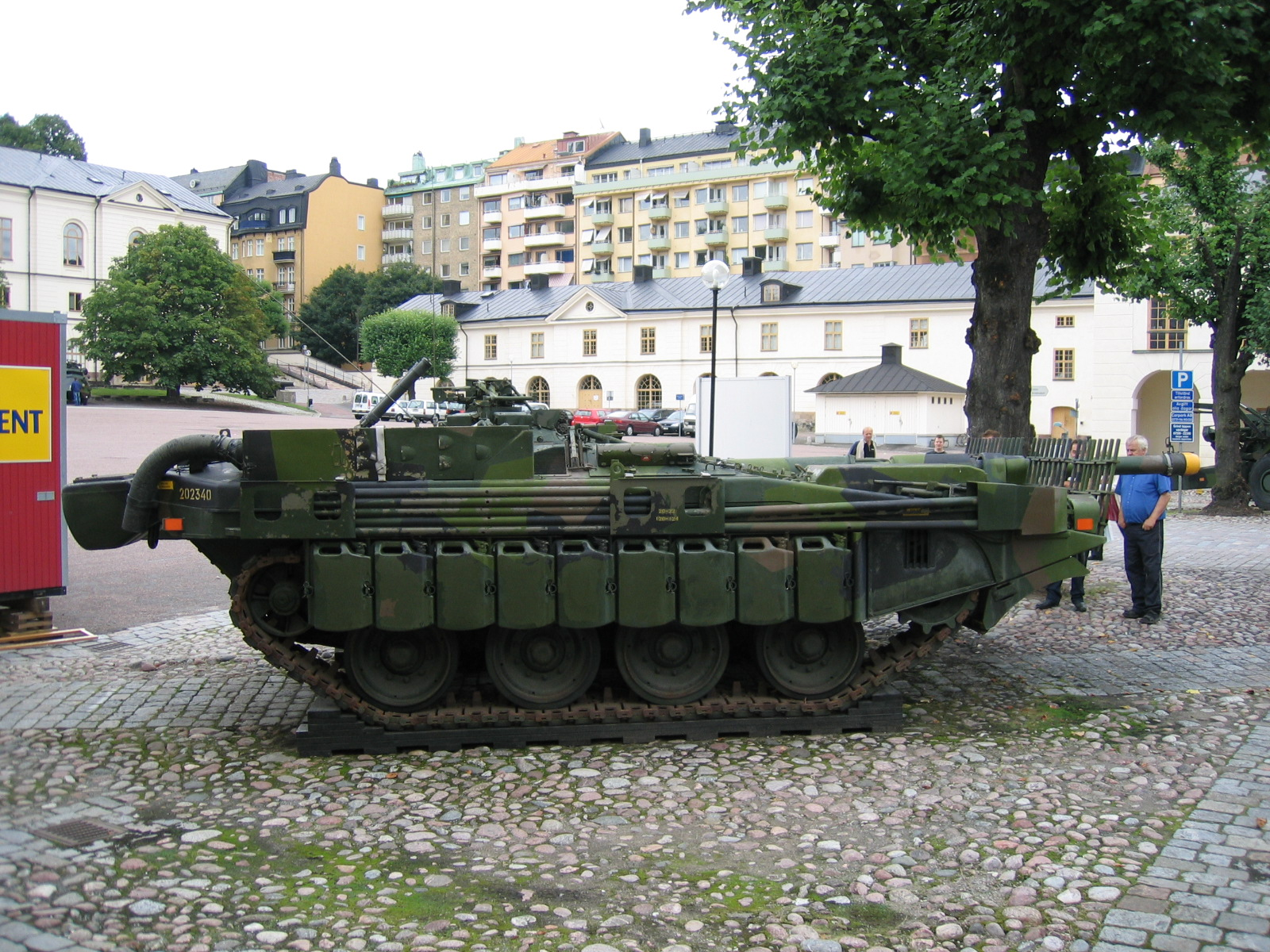
車頂的兩管Lyran 71mm照明彈發射器
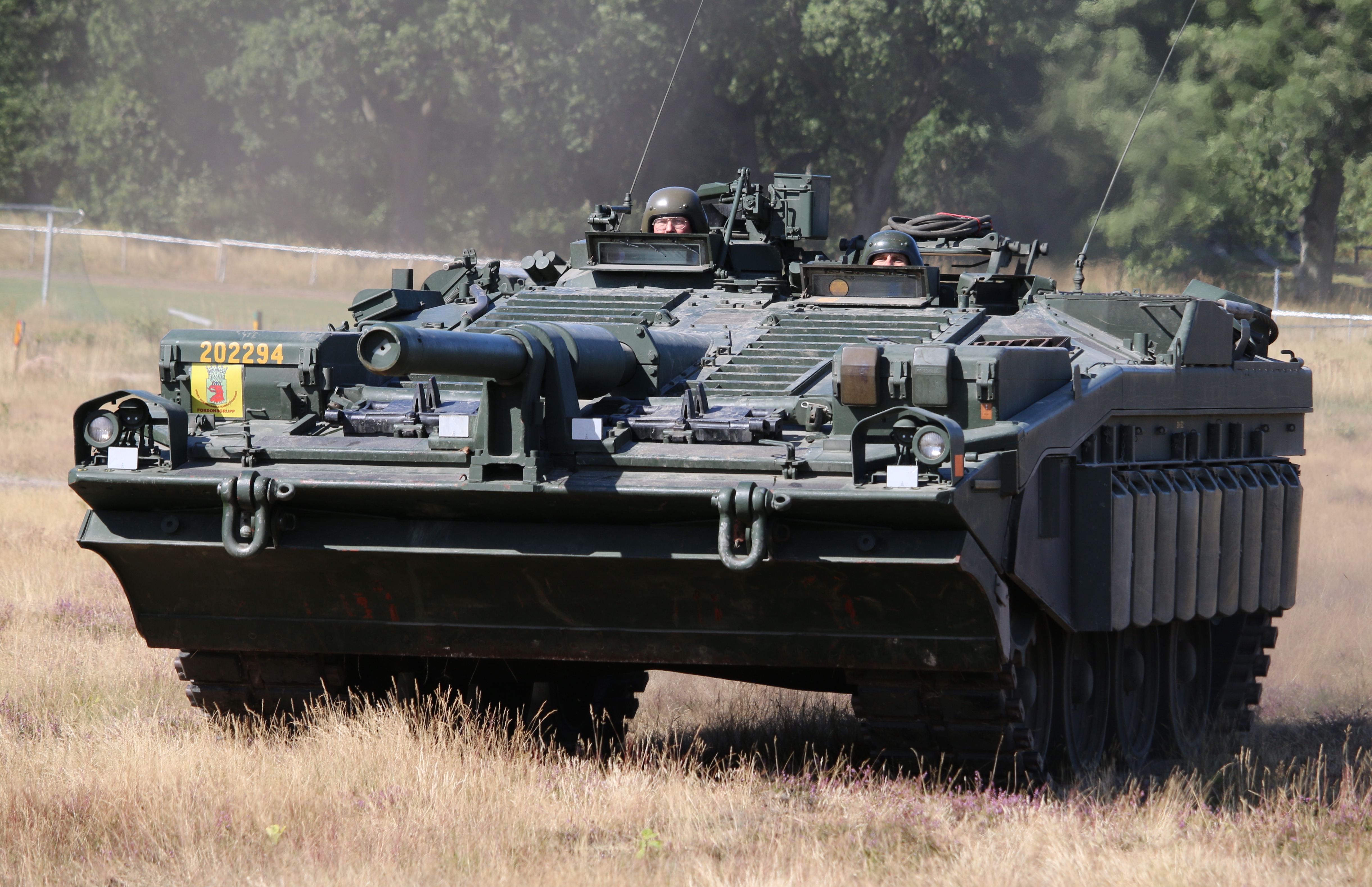
2015年四月演習的S型
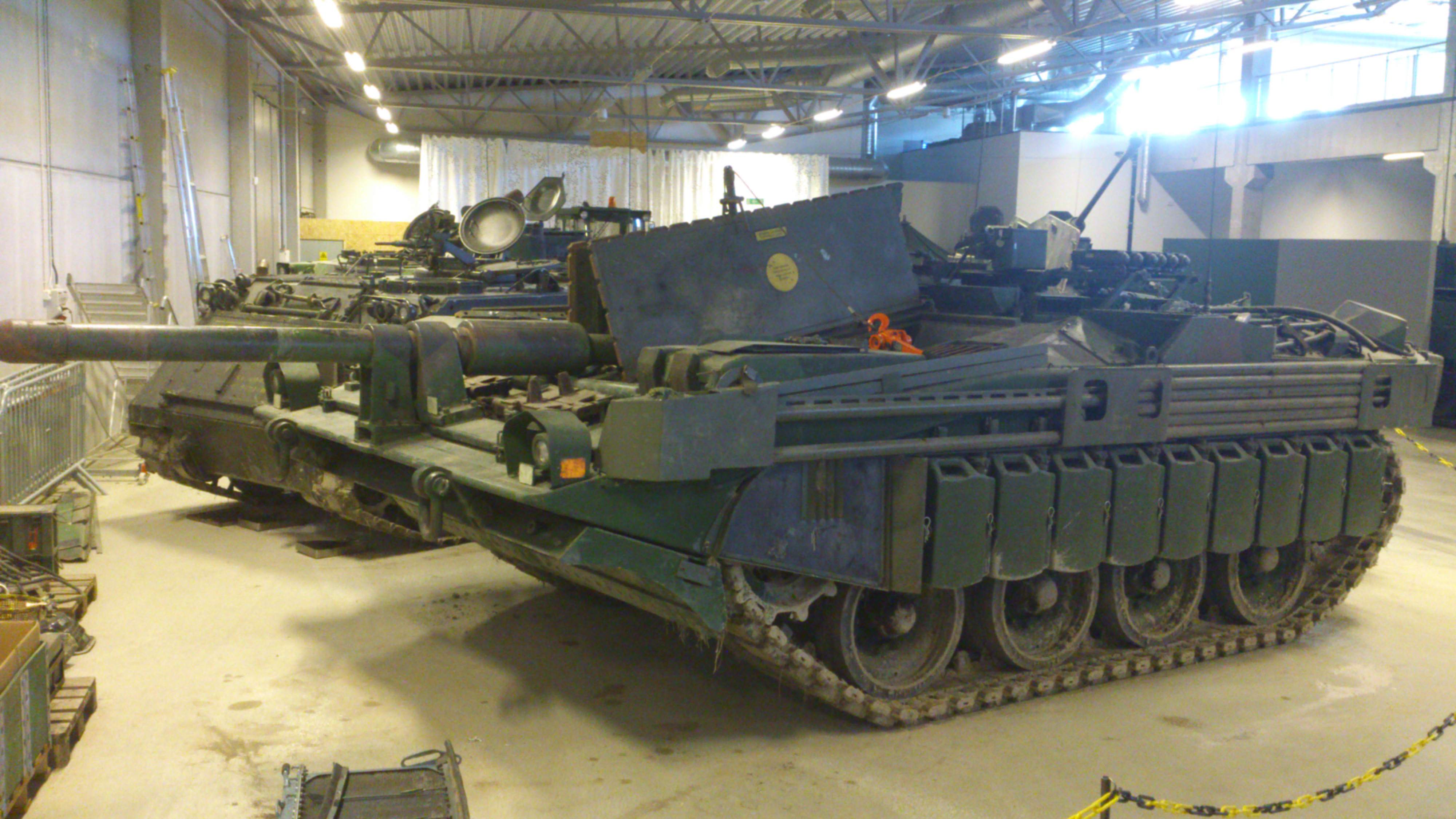
車身高度與後方的M113相仿

## 型號
- Strv 103A
- Strv 103B
- Strv 103C
- Strv 103D

## 使用國家
- 瑞典

## 外部連結
- Society S-tank - Föreningen stridsvagn S - Official site
- Society S-tank- Welcome to The S tank association-Official site
- Str103 坦克防護力實證（页面存档备份，存于）
- S型戰車（页面存档备份，存于）

| 论 编 | 二戰後歐洲裝甲戰鬥車輛 |